# ARINC
Корпорация «Авиационное радио» (англ. Aeronautical Radio, Incorporated, ARINC) — компания, основанная в 1929 году, один из мировых лидеров в разработке систем коммуникаций и системных исследований по пяти направлениям — авиация, аэропорты, оборона, государство и перевозка грузов. Штаб-квартира в Аннаполисе (штат Мэрилэнд, США). 2 крупных филиала в Лондоне с 1999 и Сингапуре с 2003. Штат компании — 3800 человек на более чем 80 заводах по всему миру.

## Категории стандартов
- 400: технические руководства по сборке, подключению, выбору шин данных и баз данных, и т. п.
- 500: аналоговая авионика (использовалась, например, на Боингах 727, DC-9, DC-10, и ранних моделях Боингов 737, 747, Аэробусов A-300)
- 600: «фундамент» для серии ARINC 700
- 700: авиационные цифровые системы и оборудование, цифровая авионика
- 800: поддержка сетевого авиационного окружения, в том числе системы волоконной оптики и высокоскоростные шины
- 900: интегрированная модульная и/или сетевая архитектура систем бортовой авионики

## Некоторые известные стандарты
- ARINC 404 и ARINC 600
- ARINC 424
- ARINC 429, ARINC 561, ARINC 575
- ARINC 624
- ARINC 629
- ARINC 653
- ARINC 661
- ARINC 664
- ARINC 708
- ARINC 739